# 葉佐池古墳
葉佐池古墳（はざいけこふん）は、愛媛県松山市北梅本町にある古墳。2011年（平成23年）2月7日、国の史跡に指定された。

## 概要
松山市内を流れる小野川の左岸、通称小山という標高121メートルの丘陵上にある古墳。1992年に1号石室が偶然発見され、1993年から2008年まで5次にわたり調査が実施された。
墳形については、愛媛県および松山市の公式サイトには「長円形の古墳」とあるが、一部に「前方後円墳」とする資料もある。以下、本項では説明の都合上、「長円形の古墳」として記述する。

## 墳丘
墳丘は長径41メートル、最大幅23メートルの楕円形で、長軸はほぼ南北に向く。前述の5次にわたる調査の結果、大小5つの埋葬施設（石室）が確認された。墳丘の中央南寄りに1号石室、北寄りに2号石室がある。これらはいずれも西に開口する横穴式石室で、盗掘を受けておらず、石室が閉塞されたときの状況が保たれていた。1号石室の南に接して4号石室がある。これは東に開口する横穴式石室であるが、床面を除いてすべての石材が取り出され、埋め戻されていた。他に、2号石室の北に3号石室、1号と2号の間に5号石室がある。3号と5号の2基はいずれも小型竪穴式石室である。古墳は6世紀中頃の築造で、7世紀初めまでに追葬が行われたとみられる。

## 1号石室
1号石室は両袖型横穴式石室である。石室の全長4メートル、玄室の長さ2.8メートル、幅1.4メートル、高さ1.8メートルの規模である。周囲の墳丘には計3回補修された跡がみられ、追葬が行われたことがわかるが、最終的に石室が閉塞された後は人が立ち入った形跡はない。1992年に当時の地権者が重機を入れて開墾しようとしたところ、偶然この石室が発見された。重機によって石室の天井石の1枚がずれたが、石室内に損傷はなかった。すき間から石室内を見ると、供献用の須恵器や、木棺の残欠と思われる木材が確認された。このため、松山市は古墳所在地を公有化するとともに、翌1993年から学術調査を開始した。
奥壁の手前中央に須恵器の子持高坏があり、その左右に短頸壺や𤭯（はそう）などの須恵器、鉄斧、鉄鏃などの鉄器が置かれていた。須恵器の年代は6世紀の中頃から後半とみられる。木棺は2基あり、向かって左をA棺、右をB棺と呼ぶ。A棺は小口板や側板を有する箱形の木棺で、小口板間の距離は190センチほどである。一方、B棺は長さ190センチ、幅45センチ、厚さ4センチほどの厚い一枚板があるのみである。人骨はA棺・B棺に各1体のほか、石室の向かって左奥にもう1体あった。
B棺の人骨にはハエのサナギの殻が多数付着していた。このことから、B棺の遺体は、死後一週間ないし十数日の間、光の入る場所にあったことが推定され、古代における殯（もがり、遺体を本葬までの一定期間、仮安置すること）の存在を具体的に示すものとして注目される。

## 2号石室
2号石室は両袖型横穴式石室である。石室の全長7.1メートル、玄室の長さ3.6メートル、幅2.3メートル、高さ2.4メートルの規模である。1号石室同様、最初の埋葬以後、少なくとも3回、人の出入りした形跡があるが、最終的に石室が閉塞された後は人が立ち入った形跡はない。石室内からは、木棺の破片と思われる木片や、副葬品の須恵器、馬具、鉄器などが検出された。須恵器は、原形を保って置かれているものもあるが、大部分は破片となって各所に散乱していた。須恵器の子持壺の中に破壊された𤭯（はそう）の一部が入れられるなど、明らかに人為的に破壊された痕跡があった。同様に木片、馬具、鉄器なども石室全体に散乱し、攪乱されたような状態になっていた。木片とともに鉄釘8本分が確認され、この木片はもとは木棺であったことが推測される。ただし、すべての木片が木棺に属していたかどうかは不明であり、鉄釘も木棺の元の形を推測させるような場所にはなかった。また、木片、須恵器片、人骨などが散乱している状況をみると、完形を保っていた木棺が自然に崩壊したようには見えない。前述のように、この石室は、最終的に閉塞された後は人が立ち入っていないので、こうした破壊や攪乱が石室の閉塞前に行われたことは確かだが、その意図については明らかでない。
人骨も、木片などに混じって破片が見つかる程度で、明確ではないが、石室の向かって左寄りに歯、大腿骨頭、足根骨などが存在し1体分の遺体とみられるほか、右奥にも2体分とみられる歯などが残っており、石室内の人骨は3体分というのが調査所見である。

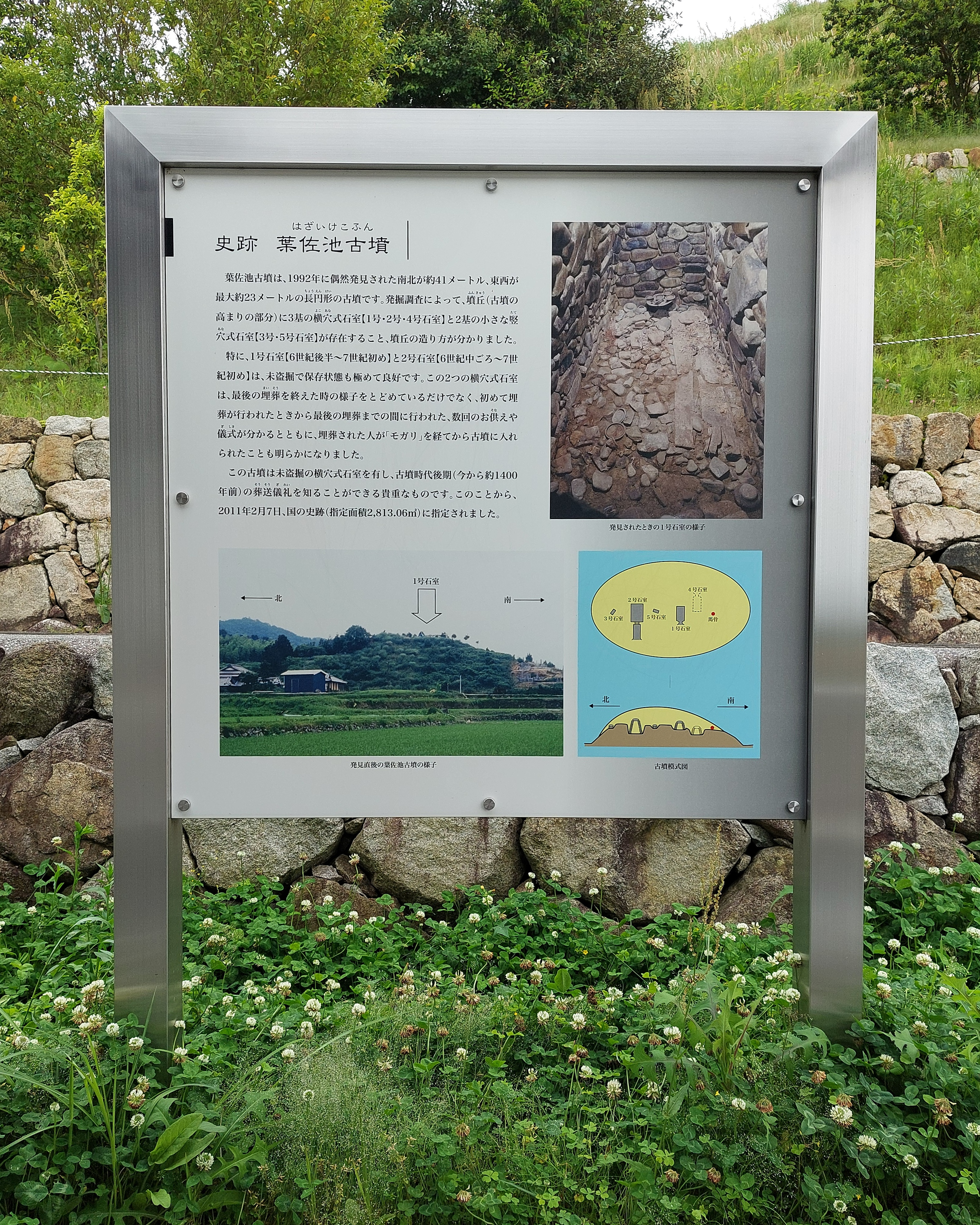
史跡 葉佐池古墳
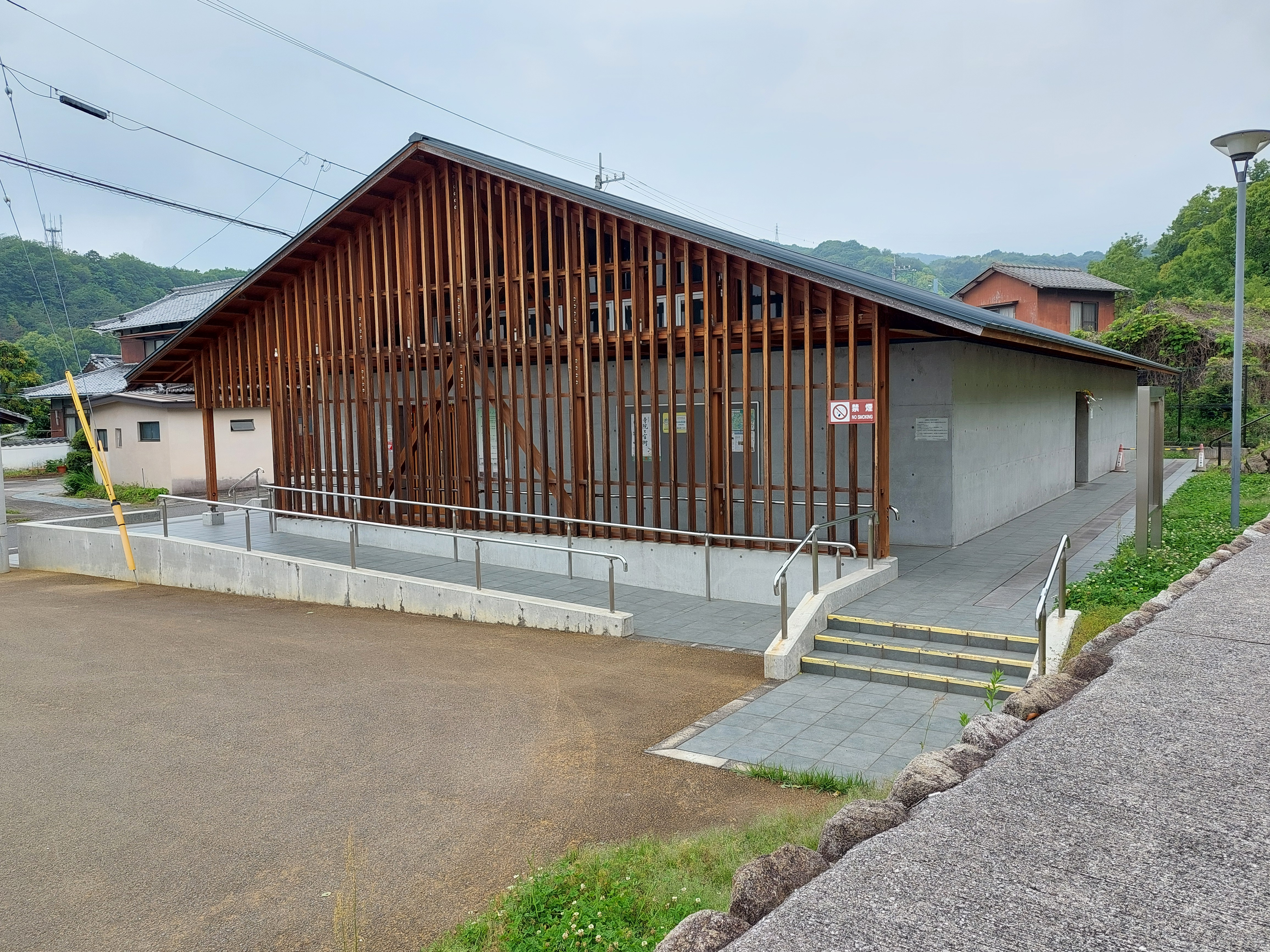
ガイダンス棟
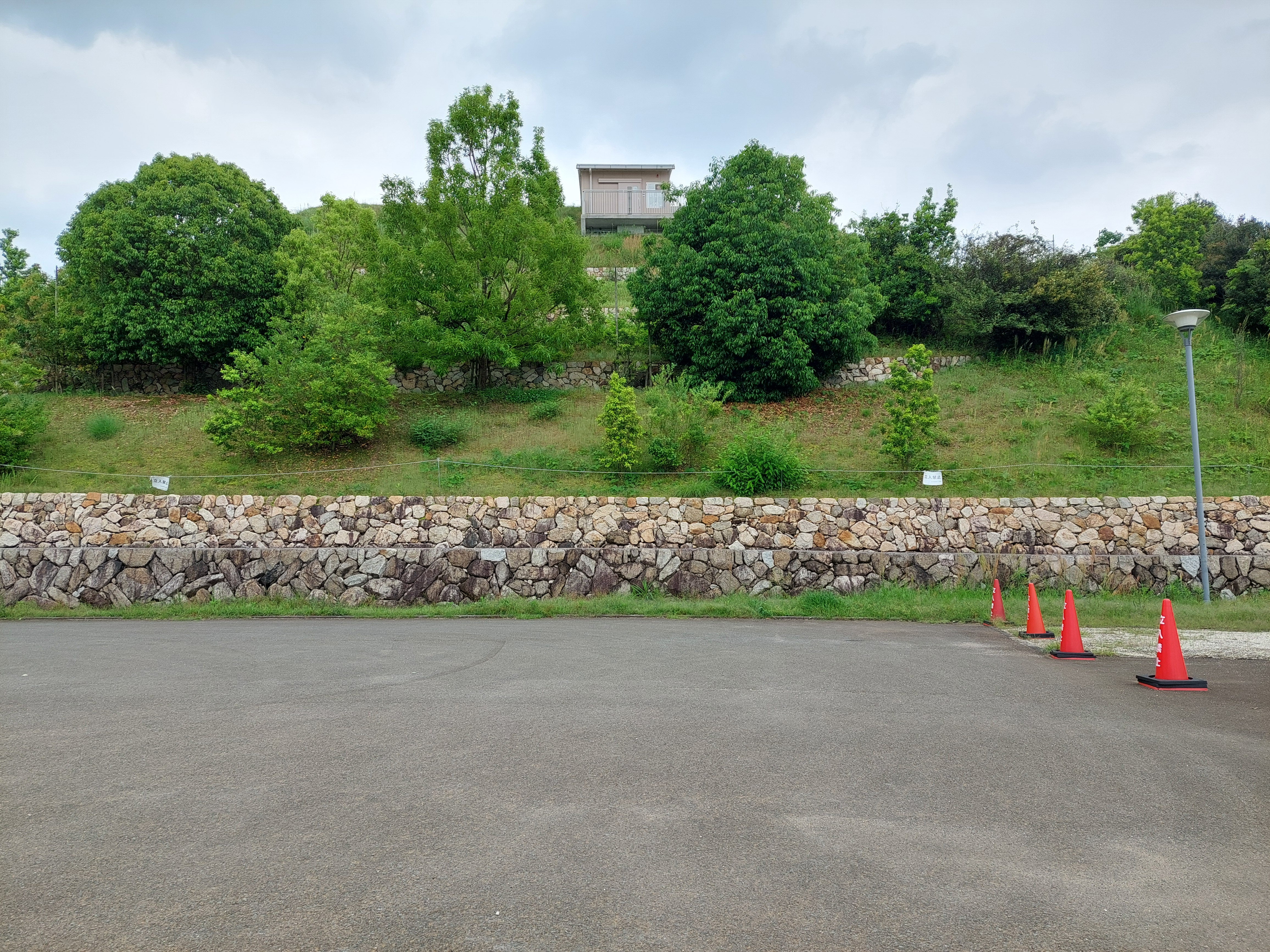
墳丘
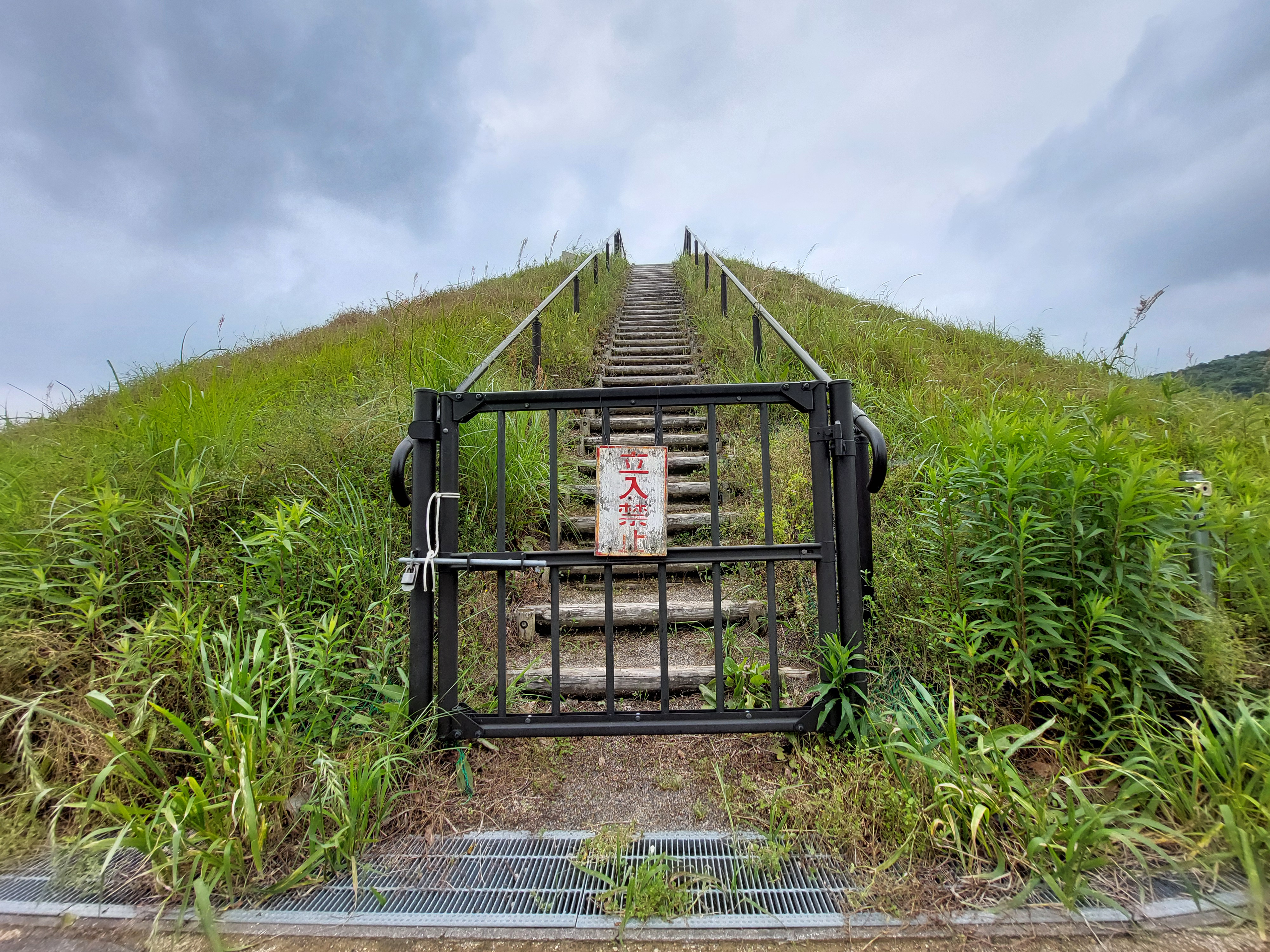
立入禁止
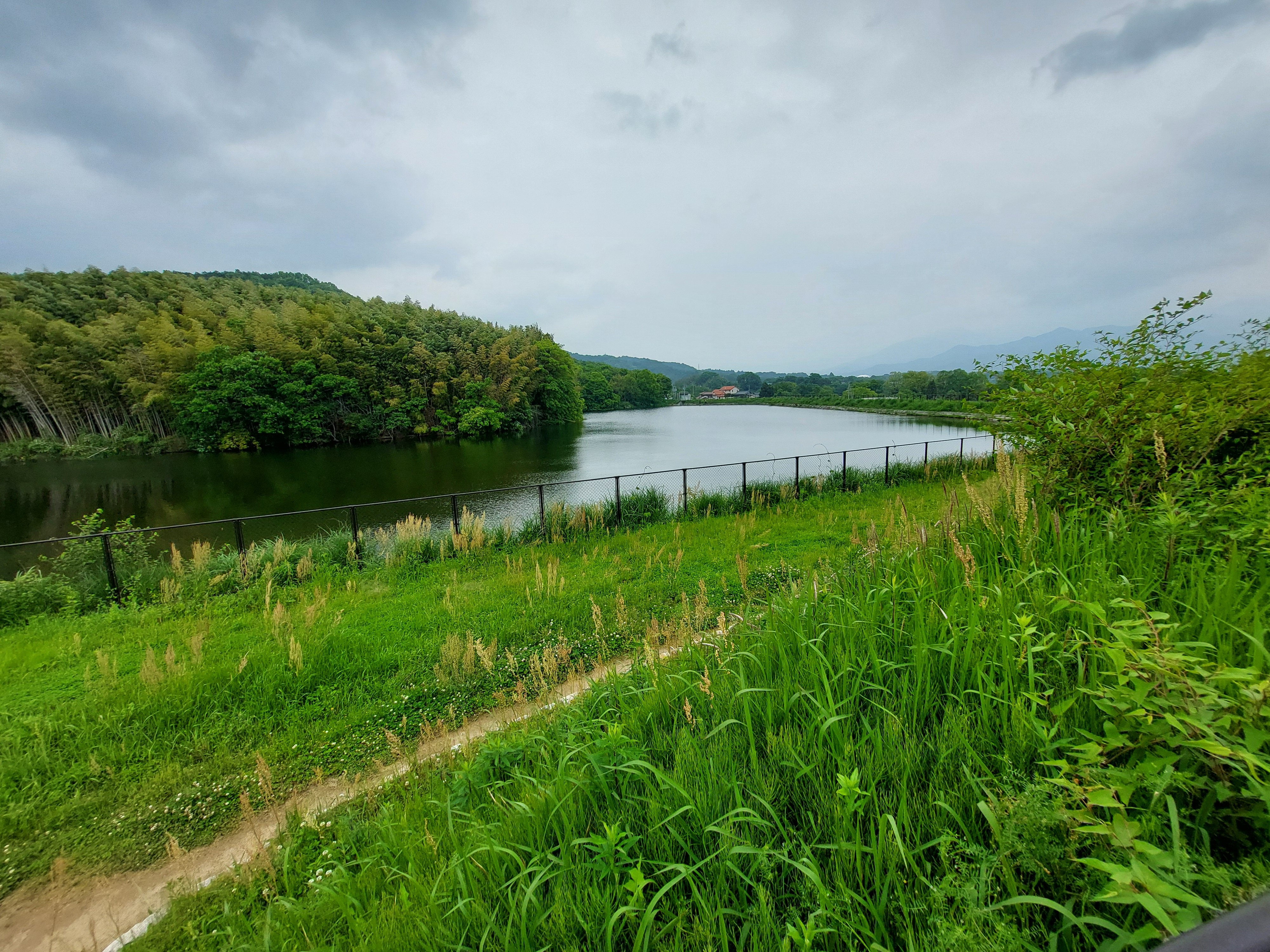
葉佐池